# Integrated Digital Enhanced Network
iDEN (Integrated Digital Enhanced Network) je technologie mobilních telefonů vyvinutá v období 1991-1994 firmou Motorola pro rozšíření sítě TDMA o dodatkové služby (např. Push-to-Talk over Cellular (PoC) nebo SMS).
Sítě iDEN byly rozšířené především v Severní a Jižní Americe; v USA provozovaly síť iDEN dvě velké telefonní společnosti – Sprint/Nextel (ukončil činnost sítě iDEN 30. června 2013) a SouthernLINC Wireles, v Kanadě společnosti Telus (ukončila provoz sítě iDEN 29. ledna 2016), Airtel a Fleetcom. V Brazílii provozovala v roce 2017 síť iDEN firma Nextel. Další operátoři jsou na Blízkém východě a v Číně, Indii, Jižní Koreji a v Maroku.
Realizací rádiového rozhraní se iDEN podobá síti D-AMPS (TDMA), ale lépe využívá kmitočtového pásma: používá kombinaci kmitočtového (kanály s rozestupem 25 kHz, využité pásmo 20 kHz) a časového multiplexu (jeden kanál mohou využívat až 3, příp. 6 mobilních telefonů). Duplexní provoz je zajištěn kmitočtovým duplexem s odstupem 39 MHz, 45 MHz nebo 48 MHz, podle použitého kmitočtového pásma. Propojovací síť používá upravenou GSM signalizaci.
Jednotlivé řady mobilních telefonů pro sítě iDEN se výrazně liší svými vlastnostmi, modernější na rozdíl od starších používají karty podobné, ale nekompatibilní se SIM kartami používanou v sítích GSM, starší telefony umožňovaly pouze příjem SMS, apod. Mezi výhody sítě iDEN patří propracovaná technologie Push-to-Talk, k nevýhodám malá konkurence mezi dodavateli techniky a obtížná dostupnost standardů.